# Cornelis Dopper
Cornelis « Kees » Dopper, né le 7 février 1870 à Stadskanaal et mort le 19 septembre 1939 à Amsterdam, est un compositeur et chef d'orchestre néerlandais. Henriëtte Bosmans a été son élève.